# Дейламан (дегестан)
Дейламан (перс. دیلمان) — дегестан в Ірані, у бахші Дейламан, в шагрестані Сіяхкаль остану Ґілян. За даними перепису 2006 року, його населення становило 6827 осіб, які проживали у складі 2049 сімей.

## Населені пункти
До складу дегестану входять такі населені пункти:
- Абі-Нам
- Азарестанак
- Айн-е-Шейх
- Алі-Ва
- Арушкі
- Асіябар
- Асія-Барак
- Ашурабад
- Баба-Валі
- Банд-е-Бон
- Ґісель
- Ґулак
- Дарвіш-Хані
- Діяр-Джан
- Дударан
- Еспейлі
- Есталах-Кіян
- Зін-Поште
- Ішку-Бала
- Ішку-Паїн
- Калачхані
- Кешлак
- Кошті-Ґірчак
- Кух-Пас
- Лавар
- Ланґоль
- Лар-Хані
- Ліє
- Ліє-Чак
- Лісане
- Лур
- Мікал
- Міяндешт
- Міян-Марз
- Молюме
- Ніяволь
- Новруз-Махале
- Паш-е-Алія
- Паш-е-Софлі
- Пеле-Шах
- Пілбур
- Раз-Даре
- Раз-Даруд
- Санґ-Бон
- Сівасарак
- Сіях-Карбон
- Сіях-Хані
- Суфіян-Сар
- Талешкух
- Танґ-Руд
- Тарік-Даре
- Токам
- Толумхані
- Хак-Шур
- Хорам-Руд
- Чешна-Сар
- Шад-е-Мольк-Баре